# Thomas Bredsdorff
Thomas Bredsdorff (nascut l'1 d'abril de 1937 a Silkeborg) és un estudiós de la literatura danesa i crític.
Va assolir el doctorat en Filosofia el 1976 a la Universitat de Copenhaguen, on va ser professor de literatura nòrdica de 1978 a 2004. Ha escrit sobre llibres i cultura per al diari danès Politiken des del 1965. També va treballar a Kristeligt Dagblad del 1959-1964. Els seus llibres i articles estan dirigits tant als acadèmics i al públic en general.
Històricament, Thomas Bredsdorff va investigar la literatura des del segle xiii fins ara, però es va centrar principalment en la literatura del segle xviii, qsobre la qual va escriure la seva tesi (Digternes natur, 1976) i que es va publicar més tard com a assaig amb el títol Den brogede oplysning (2004).
Ha estat professor convidat i professor visitant en moltes universitats a l'estranger, incloent la Universitat de Califòrnia a Berkeley el 2005.

## Premis i distincions
- 2001 Universitat de Lund: Doctorat Honoris Causa
- 2001 Orde de Dannebrog: cavaller de primera classe
- 2015 Premi Nòrdic de l'Acadèmia Sueca[1]